# 長崎居留地

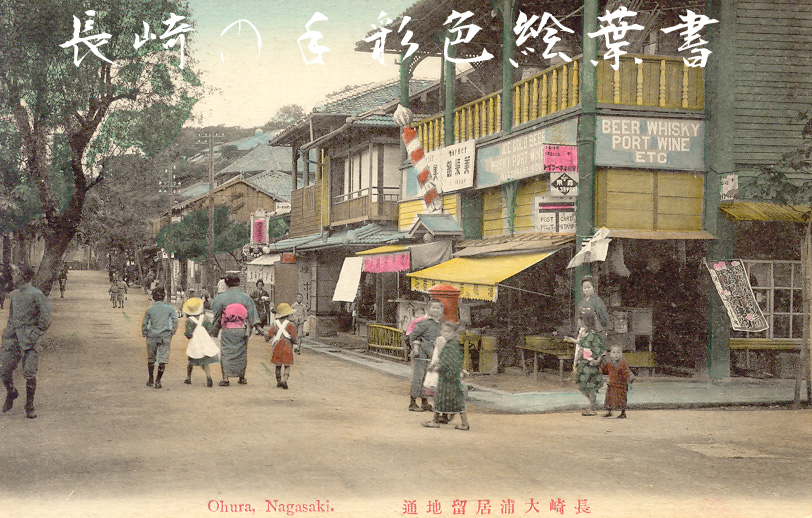
長崎市大浦居留地通 大正時代

長崎居留地有时又称大浦居留地，是日本长崎歷史上的一个地区。
长崎港自从锁国时代便是日本的贸易港。在19世紀中期日本國門開放後，有外国人在此定居。 1854年，根据日英和亲条约，长崎港对外开放，但也仅限于为外国船只补给物资的程度。1855年2月7日，日本与俄罗斯签署日俄和亲通好条约，該條約再次確認长崎將對外开放，而且居住在日本的外国人將獲得治外法权。 在日本签订安政条约后的1859年，长崎港正式开港>
1860年起，幕府开始在大浦的沿海地带，即今日以哥拉巴园为中心的东山手和南山手地区填海造地，在人工陆地上建造长崎居留地。1870年，居留地建成。作为日本长期以来唯一的对外贸易港口城市，长崎在居留地建成初期迎来了大量外国人入驻居留地。但其蓬勃发展并没有延续到明治时代，相反，长崎居留地成为了定居于以上海为主的其他租界的外国人用来度假疗养之地。居留地中沿海一方建有商馆、仓库，其间有酒店、银行、医院及娱乐设施林立；在东山手与南山手地区，则建有洋楼和领事馆；居留地中还铺设了以荷兰坂为代表的石砖坡道。居留地附近的云仙温泉也成为了意在疗养的外国人的青睐之地。1894年，日本和外國簽署的不平等条约均被废除，新条约于1899年生效。  此後外国人的定居点完全由日本控制。 
及至今日，每年的九月中旬，长崎市都会举办居留地节。